# Дрейберг, Леонид
Леонид Дрейберг (латыш. Leonīds Dreibergs; 27 октября 1908, Рига, Российская империя — 6 апреля 1969, Сагино, Мичиган, США) — латвийский и американский шахматист.

## Карьера шахматиста в Латвии
Шахматы начал играть с 12 лет. В 1928 году победил в чемпионате шахматного клуба Риги, а в 1930 году участвовал в финале чемпионата Латвии. В дальнейшем учился в Латвийский университете на факультете химии, который окончил как инженер-химик. В 1938 году после отличного выступления на чемпионате Латвии, Дрейберг попал в число участников 2-го международного турнира в Кемери, где занял 9-е место. В 1940 году он поделил 5—6 место в большом турнире в Риге, а в 1-м чемпионате Латвийской ССР занял 5-е место.

## Карьера шахматиста в США
Во время Второй мировой войны Дрейберг эмигрировал сначала в Германию, где участвовал в большом турнире в Аугсбурге, а потом в США, где продолжал работать инженером-химиком и участвовал в шахматных турнирах. Дрейберг два раза подряд (1954, 1955) побеждал в чемпионате штата Мичиган. Также он много и с успехом играл по переписке. В 1961 году Дрейберг поделил 1-е место в чемпионате американской шахматной лиги игры по переписке.